# Хікутаваке
Хікутаваке (англ. Hikutavake) — одне з чотирнадцяти сіл Ніуе. Загальна кількість населення за переписом у 2017 році становила 49 осіб, тоді як у 2011 році кількість жителів становила 40 осіб.

## Розташування та географія
Близько 95% земної поверхні займають корали.
На північній стороні Ніуе є стежка, яка веде вгору по скелі до замкнутого рифу з природними басейнами. Деякі з цих басейнів мають глибину 10 метрів і ширину 25 метрів.